# Coupe des États-Unis de soccer 2000
Navigation
Lamar Hunt U.S. Open Cup 1999 Lamar Hunt U.S. Open Cup 2001
La Coupe des États-Unis de soccer 2000 est la 87e édition de la Lamar Hunt US Open Cup, la plus ancienne des compétitions dans le soccer américain. C'est un système à élimination directe mettant aux prises des clubs de soccer amateurs, semi-pros et professionnels affiliés à la Fédération des États-Unis de soccer, qui l'organise conjointement avec les ligues locales.
La finale se tient le 21 octobre 2000, après cinq autres tours à élimination directe dans la phase finale mettant aux prises des clubs amateurs et professionnels. Les Richmond Kickers, les Mid Michigan Bucks et les Chicago Sockers sont les seules équipes à triompher contre des franchises de MLS. Le vainqueur, le Chicago Fire, remporte ainsi son second trophée dans cette compétition après l'édition de 1998.

## Calendrier
| Tour                                                                                 | Nom              | Dates retenues   | Équipes participantes | Équipes gagnantes |
| Entrée de 4 équipes de PDL et 4 équipes de USASA                                     |                  |                  |                       |                   |
| 1                                                                                    | Premier tour     | 4-5-6 juin       | 8                     | 4                 |
| Entrée de 12 équipes de MLS, 9 équipes de A-League et 7 équipes de USL D3 Pro League |                  |                  |                       |                   |
| 2                                                                                    | Deuxième tour    | 13-14 juin       | 32                    | 16                |
| 3                                                                                    | Troisième tour   | 19-25-26 juillet | 16                    | 8                 |
| 4                                                                                    | Quarts de finale | 9 août           | 8                     | 4                 |
| 5                                                                                    | Demi-finales     | 12 septembre     | 4                     | 2                 |
| 6                                                                                    | Finale           | 21 octobre       | 2                     | 1                 |

## Participants
| Entre au premier tour | Entre au premier tour                                                                             | Entre au deuxième tour | Entre au deuxième tour | Entre au deuxième tour |
| PDL/USASA 4 équipes/4 équipes                                                                                              | PDL/USASA 4 équipes/4 équipes                                                                     | USL D3 Pro League/A-League/MLS 7 équipes/9 équipes/12 équipes | USL D3 Pro League/A-League/MLS 7 équipes/9 équipes/12 équipes | USL D3 Pro League/A-League/MLS 7 équipes/9 équipes/12 équipes |
| Premier Development League - Central Florida Kraze - Chicago Sockers - Mid Michigan Bucks - San Gabriel Valley Highlanders | United States Adult Soccer Association - Jerry D's - Mexico SC - Milwaukee Bavarians - Uruguay SC | USL D3 Pro League - Cape Cod Crusaders - New Jersey Stallions - Northern Virginia Royals - Riverside County Elite - Stanislaus United Cruisers - Texas Rattlers - Wilmington Hammerheads | A-League - Charleston Battery - Hampton Roads Mariners - Minnesota Thunder - Pittsburgh Riverhounds - Richmond Kickers - Rochester Raging Rhinos - San Diego Flash - Seattle Sounders - Tennessee Rhythm | Major League Soccer - Chicago Fire - Colorado Rapids - Columbus Crew - Dallas Burn - DC United - Kansas City Wizards - Los Angeles Galaxy - Miami Fusion - New England Revolution - New York MetroStars - San Jose Earthquakes - Tampa Bay Mutiny |

Légende :

Major League Soccer (MLS) : Championnat de première division.

A-League : Championnat de deuxième division.

USL D3 Pro League : Championnat de troisième division organisé par la United Soccer Leagues (USL).

Premier Development League (PDL) : Championnat de quatrième division organisé par la United Soccer Leagues (USL).

United States Adult Soccer Association (USASA) : Organisateur des championnats de divisions cinq à neuf.

## Résultats

### Premier tour
| Date   | Division | Club                           | Score | Club                | Division |
| ------ | -------- | ------------------------------ | ----- | ------------------- | -------- |
| 4 juin | (PDL)    | San Gabriel Valley Highlanders | 3-2   | Mexico SC           | (USASA)  |
| 5 juin | (PDL)    | Central Florida Kraze          | 1-2   | Uruguay SC          | (USASA)  |
| 6 juin | (PDL)    | Chicago Sockers                | 3-0   | Milwaukee Bavarians | (USASA)  |
| 6 juin | (PDL)    | Mid Michigan Bucks             | 6-0   | Jerry D's           | (USASA)  |

### Deuxième tour
Ce second tour marque l'entrée des équipes de MLS, de A-League et de D3 Pro League.
| Date    | Division        | Club                       | Score              | Club                     | Division        |
| ------- | --------------- | -------------------------- | ------------------ | ------------------------ | --------------- |
| 13 juin | (D3 Pro League) | Riverside County Elite     | 1-2                | San Diego Flash          | (A-League)      |
| 14 juin | (A-League)      | Pittsburgh Riverhounds     | 1-2                | Rochester Raging Rhinos  | (A-League)      |
| 14 juin | (A-League)      | Hampton Roads Mariners     | 3-2                | Northern Virginia Royals | (D3 Pro League) |
| 14 juin | (A-League)      | Minnesota Thunder          | 7-0                | Mexico SC                | (USASA)         |
| 14 juin | (D3 Pro League) | Wilmington Hammerheads     | 1-2                | New York MetroStars      | (MLS)           |
| 14 juin | (PDL)           | Chicago Sockers            | 2-1 (7-6 t. a. b.) | Kansas City Wizards      | (MLS)           |
| 14 juin | (MLS)           | New England Revolution     | 0-1                | Mid Michigan Bucks       | (PDL)           |
| 14 juin | (D3 Pro League) | Stanislaus United Cruisers | 0-5                | San Jose Earthquakes     | (MLS)           |
| 14 juin | (MLS)           | Miami Fusion               | 6-1                | New Jersey Stallions     | (D3 Pro League) |
| 14 juin | (A-League)      | Richmond Kickers           | 3-0                | Colorado Rapids          | (MLS)           |
| 14 juin | (MLS)           | Tampa Bay Mutiny           | 1-0 b.e.o.         | Uruguay SC               | (USASA)         |
| 14 juin | (MLS)           | Chicago Fire               | 4-0                | Texas Rattlers           | (D3 Pro League) |
| 14 juin | (D3 Pro League) | Cape Cod Crusaders         | 0-2                | Columbus Crew            | (MLS)           |
| 14 juin | (MLS)           | Dallas Burn                | 3-0                | Tennessee Rhythm         | (A-League)      |
| 14 juin | (A-League)      | Charleston Battery         | 0-4                | DC United                | (MLS)           |
| 14 juin | (MLS)           | Los Angeles Galaxy         | 2-1                | Seattle Sounders         | (A-League)      |

### Troisième tour
| Date       | Division   | Club                 | Score              | Club                    | Division   |
| ---------- | ---------- | -------------------- | ------------------ | ----------------------- | ---------- |
| 19 juillet | (MLS)      | Columbus Crew        | 4-1                | Hampton Roads Mariners  | (A-League) |
| 25 juillet | (MLS)      | New York MetroStars  | 3-0                | Tampa Bay Mutiny        | (MLS)      |
| 25 juillet | (PDL)      | Chicago Sockers      | 0-1                | Chicago Fire            | (MLS)      |
| 25 juillet | (PDL)      | Mid Michigan Bucks   | 3-3 (5-6 t. a. b.) | Miami Fusion            | (MLS)      |
| 25 juillet | (A-League) | Minnesota Thunder    | 0-2                | Dallas Burn             | (MLS)      |
| 25 juillet | (MLS)      | San Jose Earthquakes | 2-0                | Richmond Kickers        | (A-League) |
| 25 juillet | (A-League) | San Diego Flash      | 0-2                | Los Angeles Galaxy      | (MLS)      |
| 26 juillet | (MLS)      | DC United            | 3-0                | Rochester Raging Rhinos | (A-League) |

### Quarts de finale
| 9 août 2000 | DC United             | 2 – 3 b.e.o. | Miami Fusion                            |                                                                        |                                                                        |
|             | Moreno 42e 65e (pen.) |              | 5e (csc) Pope · 43e Serna · 112e Rooney | RFK Stadium, Washington DC Spectateurs : 3 864 Arbitrage : Sergio Vega | RFK Stadium, Washington DC Spectateurs : 3 864 Arbitrage : Sergio Vega |
|             | Rapport               |              |                                         | RFK Stadium, Washington DC Spectateurs : 3 864 Arbitrage : Sergio Vega | RFK Stadium, Washington DC Spectateurs : 3 864 Arbitrage : Sergio Vega |

| 9 août 2000 | Chicago Fire                        | 5 - 1 | Dallas Burn |                                                                                     |                                                                                     |
|             | Wolff 2e 47e 72e 87e · Kovalenko 9e |       | 82e Deering | Cardinal Stadium, Naperville, Illinois Spectateurs : 7 096 Arbitrage : Terry Vaughn | Cardinal Stadium, Naperville, Illinois Spectateurs : 7 096 Arbitrage : Terry Vaughn |
|             | Rapport                             |       |             | Cardinal Stadium, Naperville, Illinois Spectateurs : 7 096 Arbitrage : Terry Vaughn | Cardinal Stadium, Naperville, Illinois Spectateurs : 7 096 Arbitrage : Terry Vaughn |

| 9 août 2000                                                                               | Columbus Crew     | 1 – 1 6 - 7 t. a. b.                                                | New York MetroStars |                                                                         |                                                                         |
|                                                                                           | Ramos 62e         |                                                                     | 74e McBride         | Crew Stadium, Columbus, Ohio Spectateurs : 7 096 Arbitrage : Noel Kenny | Crew Stadium, Columbus, Ohio Spectateurs : 7 096 Arbitrage : Noel Kenny |
|                                                                                           | Rapport           |                                                                     |                     | Crew Stadium, Columbus, Ohio Spectateurs : 7 096 Arbitrage : Noel Kenny | Crew Stadium, Columbus, Ohio Spectateurs : 7 096 Arbitrage : Noel Kenny |
| Warzycha · McBride · Wilmar Pérez · Joseph · Farrell · Vargas-Aguilera · Yeagley · Lapper | Tirs au but 6 - 7 | Valencia · Walsh · Chung · Jolley · Ramos · Corrales · Shak · Petke |                     | Crew Stadium, Columbus, Ohio Spectateurs : 7 096 Arbitrage : Noel Kenny | Crew Stadium, Columbus, Ohio Spectateurs : 7 096 Arbitrage : Noel Kenny |

| 9 août 2000 | Los Angeles Galaxy          | 2 - 0 | San Jose Earthquakes |                                                                                    |                                                                                    |
|             | Cienfuegos 77e · George 81e |       |                      | Titan Stadium, Fullerton, Californie Spectateurs : 4 345 Arbitrage : Gus St. Silva | Titan Stadium, Fullerton, Californie Spectateurs : 4 345 Arbitrage : Gus St. Silva |
|             | Rapport                     |       |                      | Titan Stadium, Fullerton, Californie Spectateurs : 4 345 Arbitrage : Gus St. Silva | Titan Stadium, Fullerton, Californie Spectateurs : 4 345 Arbitrage : Gus St. Silva |

### Demi-finale
| 12 septembre 2000 | New York MetroStars      | 2 – 3 | Miami Fusion                          |                                                                                             |                                                                                             |
|                   | Walsh 40e · Valencia 84e |       | 11e Williams · 61e Wélton · 63e Serna | Mitchel Athletic Complex, Uniondale, New York Spectateurs : 3 109 Arbitrage : Gus St. Silva | Mitchel Athletic Complex, Uniondale, New York Spectateurs : 3 109 Arbitrage : Gus St. Silva |
|                   | Rapport                  |       |                                       | Mitchel Athletic Complex, Uniondale, New York Spectateurs : 3 109 Arbitrage : Gus St. Silva | Mitchel Athletic Complex, Uniondale, New York Spectateurs : 3 109 Arbitrage : Gus St. Silva |

| 12 septembre 2000 | Los Angeles Galaxy | 1 – 2 b.e.o. | Chicago Fire           |                                                                                  |                                                                                  |
|                   | Jones 79e          |              | 85e Razov · 112e Wolff | Titan Stadium, Fullerton, Californie Spectateurs : 7 124 Arbitrage : Sergio Vega | Titan Stadium, Fullerton, Californie Spectateurs : 7 124 Arbitrage : Sergio Vega |
|                   | Rapport            |              |                        | Titan Stadium, Fullerton, Californie Spectateurs : 7 124 Arbitrage : Sergio Vega | Titan Stadium, Fullerton, Californie Spectateurs : 7 124 Arbitrage : Sergio Vega |

### Finale
| 21 octobre 2000 | Chicago Fire                        | 2 – 1 | Miami Fusion |                                                                               |                                                                               |
|                 | Stoitchkov 44e · Marshall 88e (csc) |       | 90e Wélton   | Soldier Field, Chicago, Illinois Spectateurs : 19 146 Arbitrage : Kevin Stott | Soldier Field, Chicago, Illinois Spectateurs : 19 146 Arbitrage : Kevin Stott |
|                 | Rapport                             |       |              | Soldier Field, Chicago, Illinois Spectateurs : 19 146 Arbitrage : Kevin Stott | Soldier Field, Chicago, Illinois Spectateurs : 19 146 Arbitrage : Kevin Stott |

| Vainqueur de l'US Open Cup 2000 Chicago Fire 2e titre |

## Tableau final
|  | Quarts de finale     | Quarts de finale                                       |                     |       | Demi-finales                                | Demi-finales                                |  |  | Finale                                  | Finale                                  |
|  | Quarts de finale     | Quarts de finale                                       |                     |       | Demi-finales                                | Demi-finales                                |  |  | Finale                                  | Finale                                  |
|  |                      |                                                        |                     |       |                                             |                                             |  |  |                                         |                                         |
|  | 9 août 2000          | 9 août 2000                                            |                     |       | 12 septembre 2000, Titan Stadium, Fullerton | 12 septembre 2000, Titan Stadium, Fullerton |  |  | 21 octobre 2000, Soldier Field, Chicago | 21 octobre 2000, Soldier Field, Chicago |
|  | 9 août 2000          | 9 août 2000                                            |                     |       | 12 septembre 2000, Titan Stadium, Fullerton | 12 septembre 2000, Titan Stadium, Fullerton |  |  | 21 octobre 2000, Soldier Field, Chicago | 21 octobre 2000, Soldier Field, Chicago |
|  | Chicago Fire         | 5                                                      |                     |       | 12 septembre 2000, Titan Stadium, Fullerton | 12 septembre 2000, Titan Stadium, Fullerton |  |  | 21 octobre 2000, Soldier Field, Chicago | 21 octobre 2000, Soldier Field, Chicago |
|  | Chicago Fire         | 5                                                      |                     |       | 12 septembre 2000, Titan Stadium, Fullerton | 12 septembre 2000, Titan Stadium, Fullerton |  |  | 21 octobre 2000, Soldier Field, Chicago | 21 octobre 2000, Soldier Field, Chicago |
|  | Dallas Burn          | 1                                                      |                     |       | 12 septembre 2000, Titan Stadium, Fullerton | 12 septembre 2000, Titan Stadium, Fullerton |  |  | 21 octobre 2000, Soldier Field, Chicago | 21 octobre 2000, Soldier Field, Chicago |
|  | Dallas Burn          | 1                                                      | Chicago Fire        | 2     |                                             |                                             |  |  | 21 octobre 2000, Soldier Field, Chicago | 21 octobre 2000, Soldier Field, Chicago |
|  | 9 août 2000          |                                                        | Chicago Fire        | 2     |                                             |                                             |  |  | 21 octobre 2000, Soldier Field, Chicago | 21 octobre 2000, Soldier Field, Chicago |
|  |                      | Los Angeles Galaxy                                     | 1                   |       |                                             |                                             |  |  | 21 octobre 2000, Soldier Field, Chicago | 21 octobre 2000, Soldier Field, Chicago |
|  | Los Angeles Galaxy   | Los Angeles Galaxy                                     | 1                   | 2     |                                             |                                             |  |  | 21 octobre 2000, Soldier Field, Chicago | 21 octobre 2000, Soldier Field, Chicago |
|  | Los Angeles Galaxy   |                                                        |                     | 2     |                                             |                                             |  |  | 21 octobre 2000, Soldier Field, Chicago | 21 octobre 2000, Soldier Field, Chicago |
|  | San Jose Earthquakes | 0                                                      |                     |       |                                             |                                             |  |  | 21 octobre 2000, Soldier Field, Chicago | 21 octobre 2000, Soldier Field, Chicago |
|  | San Jose Earthquakes | 0                                                      | Chicago Fire        | 2     |                                             |                                             |  |  |                                         |                                         |
|  | 9 août 2000          |                                                        | Chicago Fire        | 2     |                                             |                                             |  |  |                                         |                                         |
|  |                      | Miami Fusion                                           | 1                   |       |                                             |                                             |  |  |                                         |                                         |
|  | Columbus Crew        | Miami Fusion                                           | 1                   | 1 (6) |                                             |                                             |  |  |                                         |                                         |
|  | Columbus Crew        | 12 septembre 2000, Mitchel Athletic Complex, Uniondale |                     | 1 (6) |                                             |                                             |  |  |                                         |                                         |
|  | New York MetroStars  | 1 (7)                                                  |                     |       |                                             |                                             |  |  |                                         |                                         |
|  | New York MetroStars  | 1 (7)                                                  | New York MetroStars | 2     |                                             |                                             |  |  |                                         |                                         |
|  | 9 août 2000          |                                                        | New York MetroStars | 2     |                                             |                                             |  |  |                                         |                                         |
|  |                      | Miami Fusion                                           | 3                   |       |                                             |                                             |  |  |                                         |                                         |
|  | DC United            | Miami Fusion                                           | 3                   | 2     |                                             |                                             |  |  |                                         |                                         |
|  | DC United            |                                                        |                     | 2     |                                             |                                             |  |  |                                         |                                         |
|  | Miami Fusion         | 3                                                      |                     |       |                                             |                                             |  |  |                                         |                                         |
|  | Miami Fusion         | 3                                                      |                     |       |                                             |                                             |  |  |                                         |                                         |

### Nombre d'équipes par division et par tour
| Divisions / Manches              | Premier tour  | Deuxième tour | Troisième tour | Quarts de finale | Demi- finales | Finale |
| -------------------------------- | ------------- | ------------- | -------------- | ---------------- | ------------- | ------ |
| MLS (D1) 12 équipes              | non présentes | 12            | 9              | 8                | 4             | 2      |
| A-League (D2) 9 équipes          | non présentes | 9             | 5              | Aucune           | Aucune        | Aucune |
| USL D3 Pro League (D3) 7 équipes | non présentes | 7             | Aucune         | Aucune           | Aucune        | Aucune |
| PDL (D4) 4 équipes               | 4             | 2             | 2              | Aucune           | Aucune        | Aucune |
| USASA (D5 à D9) 4 équipes        | 4             | 2             | Aucune         | Aucune           | Aucune        | Aucune |
| Total                            | 8             | 32            | 16             | 8                | 4             | 2      |